# ألان ميكنالي
ألان ميكنالي (بالإنجليزية: Alan McInally)‏ (مواليد 10 فبراير 1963) هو لاعب كرة قدم. يلعب مع منتخب اسكتلندا لكرة القدم. سبق له أن لعب في كأس العالم لكرة القدم مع منتخب بلاده.

## مسيرته الكروية
لعب ألان ميكنالي خلال مسيرته الاحترافية مع 5 أندية في أربعة عشر موسمًا وسجل خلالها 76 هدفًا ضمن 263 مباراة. حيث فاز في موسم واحد بالكأس وفي موسمين بالدوري.
خاض ألان ميكنالي مسيرته مع نادي آير يونايتد في موسم 1980–81 ليلعب معه أربعة مواسم، مشاركًا في 93 مباراة سجل خلالها 31 هدفًا. ثم انتقل إلى نادي سلتيك في موسم 1984–85 واستمر معه طيلة ثلاثة مواسم، حيث شارك في 63 مباراة سجل خلالها 17 هدفًا. لينتقل بعدها إلى نادي أستون فيلا في موسم 1987–88 ولمدة موسمين، مشاركًا في 59 مباراة سجل خلالها 18 هدفًا. ثم انتقل إلى نادي بايرن ميونخ في موسم 1989–90 ليلعب معه أربعة مواسم، مشاركًا في 40 مباراة سجل خلالها 10 أهداف. هذا وانتقل لاحقًا إلى نادي كيلمارنوك في موسم 1993–94 لمدة موسم واحد، مشاركًا في 8 مباريات ولم يسجل أي هدف.

## روابط خارجية
- ألان ميكنالي على موقع IMDb (الإنجليزية)

- ألان ميكنالي على موقع الاتحاد الدولي (مؤرشف)  (الإنجليزية)
- ألان ميكنالي على موقع الاتحاد الإسكتلندي (الإنجليزية)
- ألان ميكنالي على موقع قاعدة بيانات كرة القدم.إي يو (الإنجليزية)
- ألان ميكنالي على موقع بيانات كرة القدم. دي إي (الألمانية)
- ألان ميكنالي على موقع ناشيونال فوتبول تيمز (الإنجليزية)
- ألان ميكنالي على موقع Soccerbase.com (لاعب) (الإنجليزية)
- ألان ميكنالي على موقع Soccerway.com (الإنجليزية)